# Jan Dhaene
Jan Jozef André Dhaene (ur. 11 lutego 1959 w Kortrijku) – belgijski i flamandzki polityk, samorządowiec, od 2002 do 2004 deputowany do Parlamentu Europejskiego V kadencji.

## Życiorys
Absolwent nauk politycznych z 1983. Pracował m.in. jako urzędnik w administracji lokalnej i resorcie finansów. Był także radnym Kortrijku. 
W wyborach w 1999 kandydował z listy flamandzkich zielonych do Parlamentu Europejskiego V kadencji. Mandat europosła objął w 2002, gdy zrezygnował z niego Luckas Vander Taelen. Należał do grupy zielonych, później przeszedł do socjalistów. Pracował m.in. w Komisji Polityki Regionalnej, Transportu i Turystyki. W PE zasiadał do 2004.
Działał ugrupowaniu zielonych Agalev, następnie w Partii Socjalistycznej. W 2011 wstąpił do Nowego Sojuszu Flamandzkiego.